# Płukanka Schwarza
Płukanka Schwarza (łac. Gargarisma Schwarzi, niepopr. płukanka Szwarca, mieszanka Szwarca) – preparat galenowy sporządzany w zakresie receptury aptecznej według przepisu oficynalnego.

## Skład
Formalina (35%-40%)           10 cz.
Spirytus miętowy              1 cz.
Etanol stężony (96%)  ad 100  cz.

## Działanie i zastosowanie
Płukanka Schwarza wywiera działanie silnie odkażające, ściągające i przeciwzapalne. Obkurcza naczynia krwionośne, dzięki czemu zmniejsza ich przepuszczalność. Znajduje zastosowanie głównie w stomatologii. Należy ją stosować po rozcieńczeniu z letnią, uprzednio przegotowaną wodą (0,5 ml do 1 ml na szklankę wody).